# ディック・リー
ディック・リー（Richard "Dick" Lee Peng Boon、1956年8月24日 - ）は、シンガポール共和国出身のミュージシャンである。

## 略歴
中国系（広東語圏）の、港湾関係の事業を経営している、裕福なプラナカン家庭の出身で、5人兄弟の長男。敬虔なカトリック信徒でもある。交通事故で妹を亡くしている。幼少の頃からクラシック音楽を聴き、イギリスへ留学（服飾デザイン）し、西洋の生の音楽に触れる。学生時代には、ディープ・パープルなどのコピーバンドを始めるが、シンガポール政府がハードロックを禁止したため、ニール・ヤングの様なタイプのシンガーソングライターとして方向転換する。
そして1974年、アルバム『ライフ・ストーリー』でデビュー。元々はファッションデザイナー（ブランド名『DICK LEE』）兼イベント会社の経営者であるが、歌手としての成功はデザイナー時代からの夢であった。しかし、発表する楽曲の売れ行きはどれも芳しくなかった。そして、1989年に発表したアルバム『マッド・チャイナマン』を最後に引退しようとしたが、同アルバムがヒットしたことにより、歌手活動を続ける事を決心したという。『マッド〜』は、自身の音楽性のルーツである、地元に伝わる民謡や童謡をポップにアレンジしたカバー中心のアルバムだった。時代は折りしもワールド・ミュージックブームであり、日本のマスメディアにも取り上げられるようになった。2003年には日本の福岡市より第14回福岡アジア文化賞芸術・文化賞を授与された。
また彼は、自分を含む多くの東洋人を「バナナ」と揶揄（黄色人種でも中身は白人、という皮肉）しており、常に東洋人のアイデンティティーについて問う楽曲を作り、また発言をしている。特にシンガポールでは、現地の教養のある層や体制側から敬遠されがちなシングリッシュ（中国語、マレー語訛の英語）を数少ない自国の文化だと主張している。その思想が顕著に現れた例として、『マッド・チャイナマン』の1曲目に収められた『ラサ・サヤン』という曲ではシングリッシュを多用し、シンガポールの文化を風刺したラップ調の曲である。この曲は政府の方針で当初は放送禁止になったものの、余りのヒット振りにやむなく解禁となった。そして『シングリッシュ講座』なるバラエティ番組に出演した。
ディックのサウンドはアジア風、天才的なメロディセンスによって紡ぎだされるメロディーはAOR風、歌詞は英語、マレー語、広東語というのが彼のミュージックスタイル（彼自身英語、マレー語、フランス語、広東語ができる）である。そして歌詞の内容は痛烈な風刺、感傷的なラブソング、コミカルなものと幅広い。感性そのものが裕福で、ハイソサエティー的であるが、どこか悲しみを持っているところがまさにシンガポールの表現である。
音楽プロデューサーとしても活動し、香港の歌手であるサンディ・ラムのアルバム『野花』（1991年）、サンディーの『マーシー』（久保田麻琴と共同プロデュース）などに参加している。
1992年、ディック本人による原作、主演のオペレッタ『ナガランド』をシンガポール、香港、日本で公演。この公演は日本で活動するフェビアン・レザ・パネが音楽監督を務め、宮沢和史が唯一の日本人役者として出演した。
翌93年に上演された宮本亜門演出によるミュージカル、「香港ラプソディー」の全作曲を担当。お互いに、好きな作曲家がスティーヴン・ソンドハイム （Stephen Sondheim）ということから意気投合したという。
1994年には、ミュージカル「ファンテイジア」が、東京、大阪、福岡、名古屋にて公演。原案、作詞、作曲、主演はディック本人。構成・演出に菅野こうめい、音楽監督に野見祐二、演奏に青柳誠、牧野信博を迎える。
ディックが日本でもヒットを飛ばし、歌手としての活動が最盛期にあった頃のレコード会社はWEA MUSICであったが、同社は当時のマスターテープを紛失している模様。これにはディック本人も激怒している。
日本での音楽活動はほぼ休止となっているが1995年以来となる22年振りに来日公演が決定。2017年7月1日にロイヤルホース大阪、2日にモーションブルーヨコハマにて公演が行われた。

## Friends Of Love The Earth
- 松任谷由実が、2005年9月23日に愛・地球博長久手会場内EXPOドームで、愛・地球博の閉幕コンサートとして開催した「YUMING Love The Earth Final」（このコンサートでは、松任谷由実の曲が歌われた）で共演したアジア各国のアーティスト4人により結成。その中のメンバーとして参加した。

### メンバー
- 松任谷由実（日本）
- Dick Lee（ディック・リー シンガポール）
- Xu Ke（許可、シュイ・クー、中国）
- amin（アミン、阿敏、中国）
- Lim Hyung Joo（イム・ヒョンジュ、임형주、林亨柱、韓国）
  - このコンサートで、5人のコラボレーションであるYUMING Love The Earth Finalのテーマソング『Smile again』（松任谷由実書き下ろし曲）が発表され、この曲は9月14日にモバイル先行配信、9月28日にPC配信による発売が開始されている。
    - 2006年2月15日にシングルCD（『虹の下のどしゃ降りで』のカップリング曲）として発売されるが、シングル曲のCDとして一般のCDショップでの発売は考えられていなかった。その大きな理由としては、CDでの発売より、パソコン等による配信のほうがアジアの人々に広く手に入れてもらえるからである。
    - 2005年の「iTunes Music Store」年間アルバムチャート1位、2006年1月18日付の全国有線放送ランキングチャート1位を獲得。
- 2005年10月21日、「僕らの音楽2」に出演。
- 2005年12月22日、「ユーミン&Friends Of Love The Earth・東京フィルコンサート」東京国際フォーラム・Aホールで行われたコンサートに出演。
- 第56回NHK紅白歌合戦に上海のホテル「和平飯店」屋上から生出演（中継車の電波範囲の問題で黄浦公園からの中継も検討されたが、中国政府の許可が降りず断念し、場所変更）。瞬間最高視聴率42.5%（関東地区）の高視聴率を獲得した。

- 2006年9月17日名古屋レインボーホールで行われた愛・地球博閉幕1周年記念コンサート「Friends of Love The Earth 2006」に出演。

## ディスコグラフィ

### CDシングル
- Mustapha（1990年）
- Rasa Sayang（1990年）
- Wo Wo Ni Ni（1990年）
- Cockatoo（1990年）
- Asia Major（1991年）
- Orientalism（1991年）
- A Human Touch（1991年）
- Stars Of The East（1991年）
- Peace Life Love（1991年）
- BANANA（1992年）
- Dream of Nagraland（1992年）
- Year Of The Monkey（1992年）
- Good Earth（1995年）
- シャナナナナ（1996年、ポンキッキーズ主題歌）
- Little India（1996年）

### CDアルバム
日本未発売盤
- LIFE STORY（1973年）
- LIFE IN THE LION CITY（1983年）
- RETURN TO BEAUTY WORLD（1985年）
- FRIED RICE PARADICE（1986年）
- THE SONGS FROM LONG AGO（1986年）
- THE SONGS OF CHRISTMAS（1986年）
- CONNECTIONS（1987年）
- BEAUTY WORLD（1988年）
- LIFE／STORIES　※共にベスト・アルバム（2004年）
- LIFE DELUXE（2010年）
- 40TH ANNIVERSARY COLLECTION　※ベスト・アルバム（2014年）

日本発売盤
- マッド・チャイナマン　THE MAD CHINAMAN（1989年）
- ホエン・アイ・プレイ WHEN I PLAY（1989年）
- エイジア・メイジア　ASIA MAJOR（1990年）
- オリエンタリズム　ORIENTALISM（1991年）
- イヤー・オブ・ザ・モンキー　THE YEAR OF THE MONKEY（1993年）
- ピース・ライフ・ラヴ  PEACE LIFE LOVE（1993年）
- 香港ラプソディー　HONG KONG RHAPSODY（1993年）
- どこにいても（北南西東）（1995年）
- シークレット・アイランド　Secret Island（1995年）
- シンガポップ　SINGAPOP（1996年）
- トランジット・ラウンジ　TRANSIT LOUNGE（1999年、DL PROJECT名義）
- エヴリシング。　Everything（2000年、セルフカバー・アルバム）
- RICE（2006年）

### DVD
日本未発売盤
- LIFE.STORIES Dick Lee's 30th Anniversary concert 2004

## 映画音楽
- 君さえいれば/金枝玉葉（1994年、陳可辛監督）
- 海ほおずき The Breath（1996年、林海象監督）

## 関連人物
- 宮本亜門
  - 熱帯祝祭劇「マウイ」のオリジナル曲を提供
- 久保田麻琴
  - サンディー&ザ・サンセッツのギタリスト。
  - 久保田とディックは音楽性に共通点があり、お互いに影響を受ける
- サンディー
  - サンディー&ザ・サンセッツのボーカル。
  - ディックは詩・曲を提供、サンディーはディックのアルバムにコーラスなどで参加
- 松任谷由実
  - 愛・地球博でFriends Of Love The Earthを結成・活動
- ZOO
  - シングル曲「Adam」を作曲
- 宮沢和史
  - THE BOOMボーカリスト。
  - 1992年にディックが主催したミュージカル「ナガランド」に参加以後も交友は続き、ディックがTHE BOOMの楽曲にコーラスで参加、宮沢との楽曲共作などを行っている。
- EPO
  - ミュージカル「ファンテイジア」に役者として参加。